# Callacanthis
Callacanthis (goudvinken) is een geslacht van zangvogels uit de vinkachtigen (Fringillidae).

## Soorten
Het geslacht kent de volgende soort:
- Callacanthis burtoni – Burtons goudvink